# Nguyễn Ðình Lê
Nguyễn Ðình Lê (ur. 9 maja 1949) – południowowietnamski pływak.
W 1964 wziął udział w igrzyskach olimpijskich, na których wystartował na 100 m stylem dowolnym. Odpadł w pierwszej rundzie zajmując ostatnie, 7. miejsce w swoim wyścigu eliminacyjnym z czasem 1:01,1 s. Jest najmłodszym południowowietnamskim olimpijczykiem.